# Новое самоуправление (партия, Фарерские острова)
«Новое самоуправление» (фар. Nýtt Sjálvstýri, известна также как Партия самоуправления, фар. Sjálvstýrisflokkurin) — одна из старейших политических партий Фарерских островов, придерживающаяся либеральной идеологии. Выступает за постепенное расширение прав Фарерских островов вплоть до достижения фактически независимого от Дании положения, но без провозглашения формальной независимости.
Появилась в 1906 году. Основатель и первый председатель — Йоаннес Патурссон. В первые десятилетия своего существования была одной из двух крупнейших партий страны наряду с Партией союза, выступая за расширение автономии островов. В 1939 году пережила раскол, в результате которого возникла занявшая более консервативную позицию по социальным вопросам Народная партия, сразу оттеснившая предшественницу на второй план. Тем не менее, с перерывами в 1943—1945 и 1946—1950 годах «Новое самоуправление» остаётся представленным в фарерском лёгтинге, а в 1998—2004 годах входило в правящую коалицию во главе с Народной партией, в связи с чем временно изменило свою позицию, поддержав согласованную поддержку правительством независимости островов. На выборах 2015 года «Новое самоуправление» получило только 2 места из 33 и осталось в оппозиции. Нынешний лидер партии Йегван Скорхайм является мэром Клаксвуйка, второго по величине города островов.
На выборах 2022 года не получила места в парламенте.